# Lex Cincia
Lex Cincia или Законът на Цинций е специален римски закон, приет по законодателна инициатива на народния трибун Марк Алимент Цинций.
Със закона приет с плебисцит в 204 г. пр.н.е., т.е. в разгара на Втората пуническа война и когато Ханибал е все още в Италия, се забранява приемането на пари или подаръци от адвокат, извън установения хонорар за услугата.
Законът не забранява приемането на дарения personae exceptae от адвоката за спасение на живота от страна на подсъдим или осъден, или от неговите роднини, но всеки такъв случай подлежи на регистрация и дарението може да бъде обжалвано пред съда от консул като симулативно, тъй като подобни дарения правят заплашените от конфискация на имуществото в полза на държавата римски граждани.